# آنسی آگولی
آنسی آگولی (آلبانیایی: Ansi Agolli؛ زادهٔ ۱۱ اکتبر ۱۹۸۲) بازیکن فوتبال اهل آلبانی بود.
از باشگاه‌هایی که در آن بازی کرده‌است می‌توان به باشگاه فوتبال نیویورک کاسموس، باشگاه فوتبال کریفباس کریفیی ریه، باشگاه فوتبال واسان پالوسئورا، باشگاه فوتبال لوتسرن، باشگاه فوتبال قره‌باغ، و باشگاه فوتبال تیرانا اشاره کرد.
وی همچنین در تیم‌های ملی فوتبال زیر ۲۱ سال آلبانی و آلبانی بازی کرده‌است.